# 片岡信
片岡 信（かたおか まこと、1961年 - ）は、日本のイギリス文学者。元聖心女子大学助教授。

## 人物・来歴
大分県出身。
1984年（昭和59年）東京大学文学部英語英文学科を卒業、その後、同大学英文科大学院修士課程修了。
東大英文科助手を経て、聖心女子大学助教授。2003年9月解雇。

## 翻訳
- 『文化としての他者』（ガヤトリ・スピヴァク、鈴木聡,大野雅子,鵜飼信光共訳、紀伊国屋書店） 1990
- 『文化帝国主義』（ジョン・トムリンソン、青土社） 1993年
- 『19世紀のロンドンはどんな匂いがしたのだろう』（ダニエル・プール、青土社） 1997年
- 『ディケンズの毛皮のコート / シャーロットの片思いの手紙』（ダニエル・プール、青土社） 1999年
- 『グローバリゼーション』（ジョン・トムリンソン、青土社） 2000年